# Platt rosettmossa
Platt rosettmossa (Riccia glauca) är en bladmossart som beskrevs av Carl von Linné. Platt rosettmossa ingår i släktet rosettmossor, och familjen Ricciaceae. Arten är reproducerande i Sverige. Inga underarter finns listade i Catalogue of Life.

## Bildgalleri

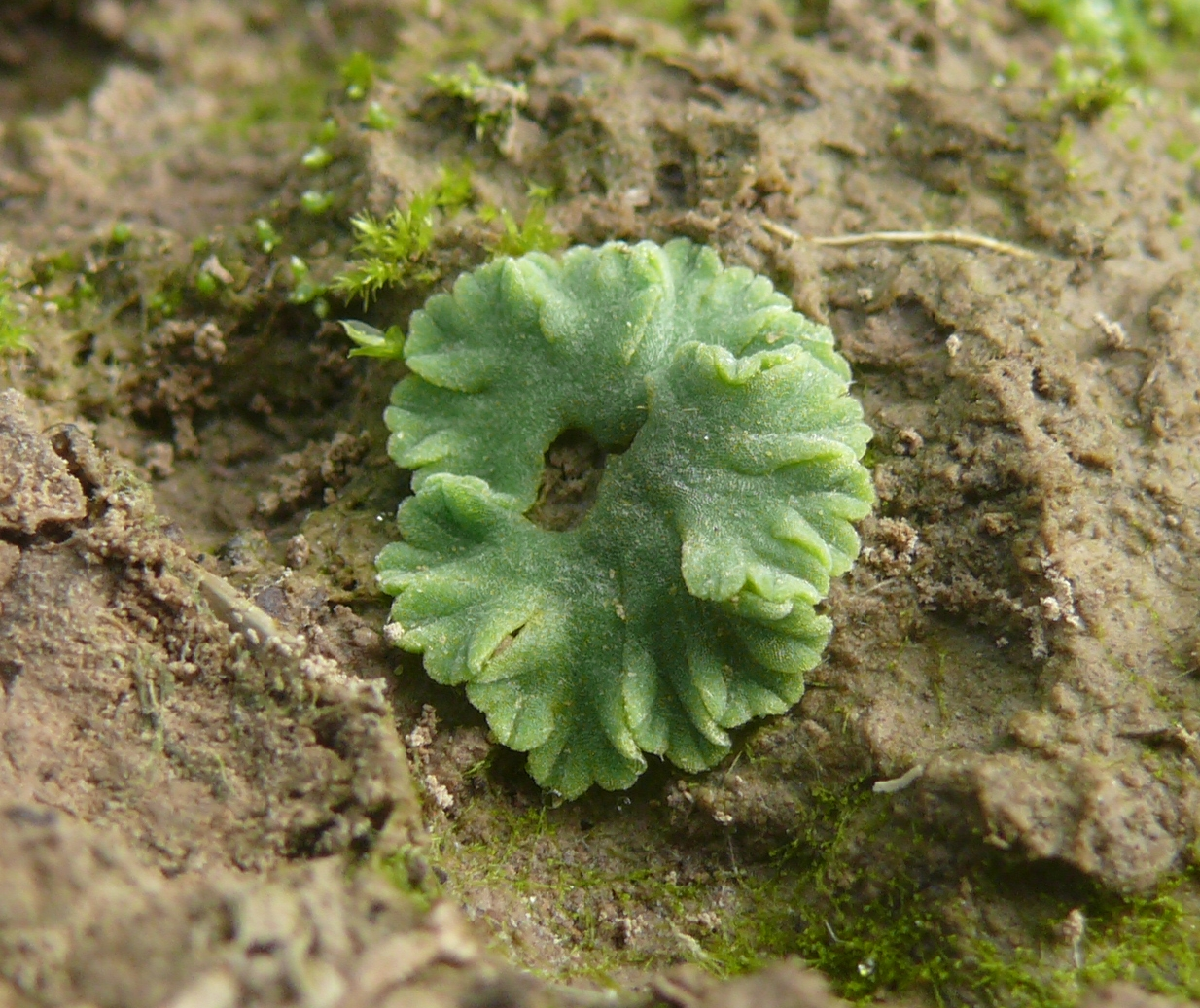
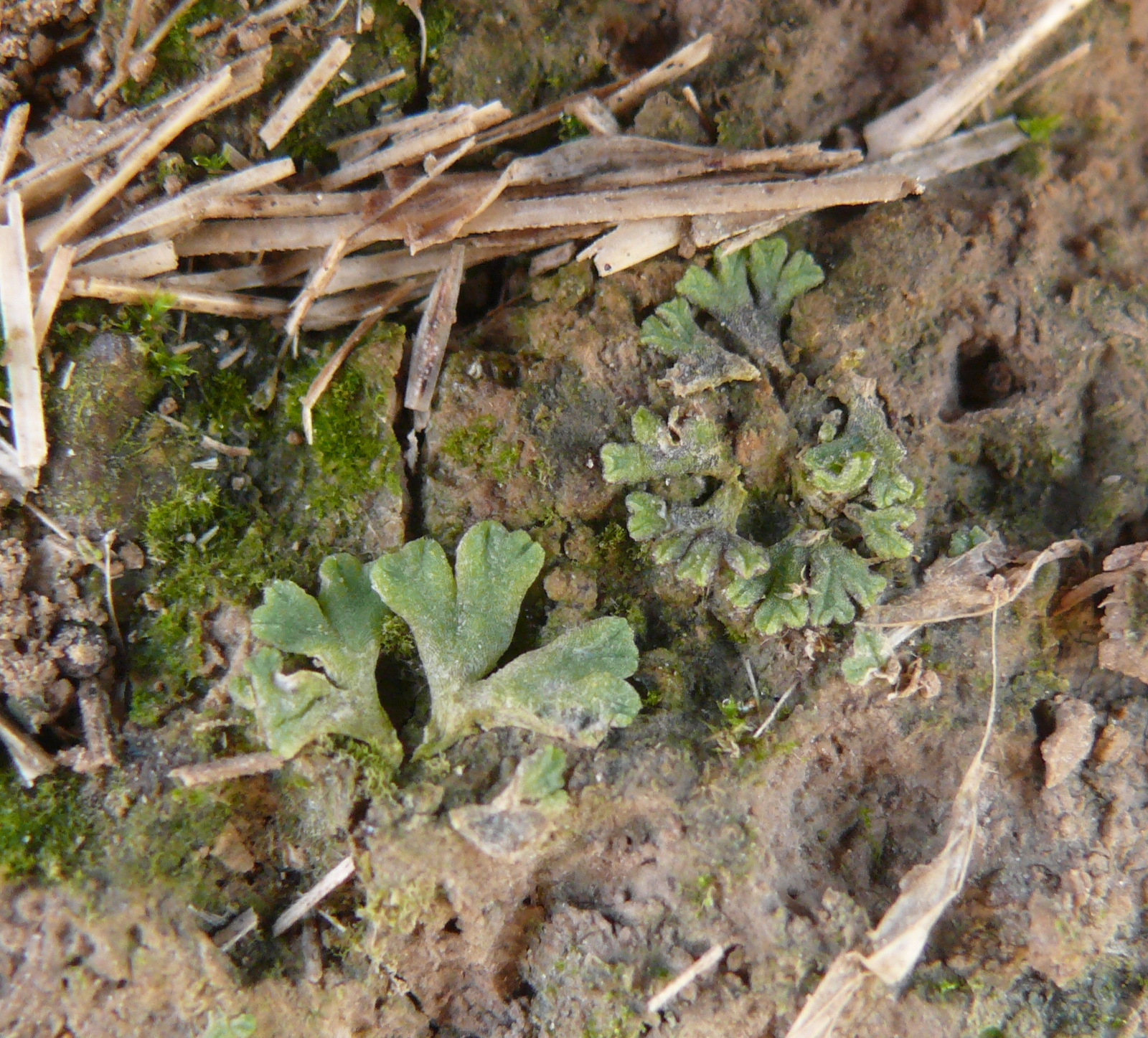